# Iglesia de San Biagio (Montepulciano)
La iglesia de San BIagio [Blas], llamada  también por su monumentalidad el templo de San Blas, es un lugar de culto católico en Montepulciano, en la provincia de Siena, sede de la parroquia homónima perteneciente a la diócesis de Montepulciano-Chiusi-Pienza.
La iglesia, de Antonio da Sangallo el Viejo, ejemplo de la arquitectura renacentista toscana del siglo XVI, se encuentra a las afueras del centro histórico de la ciudad, en un lugar algo aislado.

## Historia

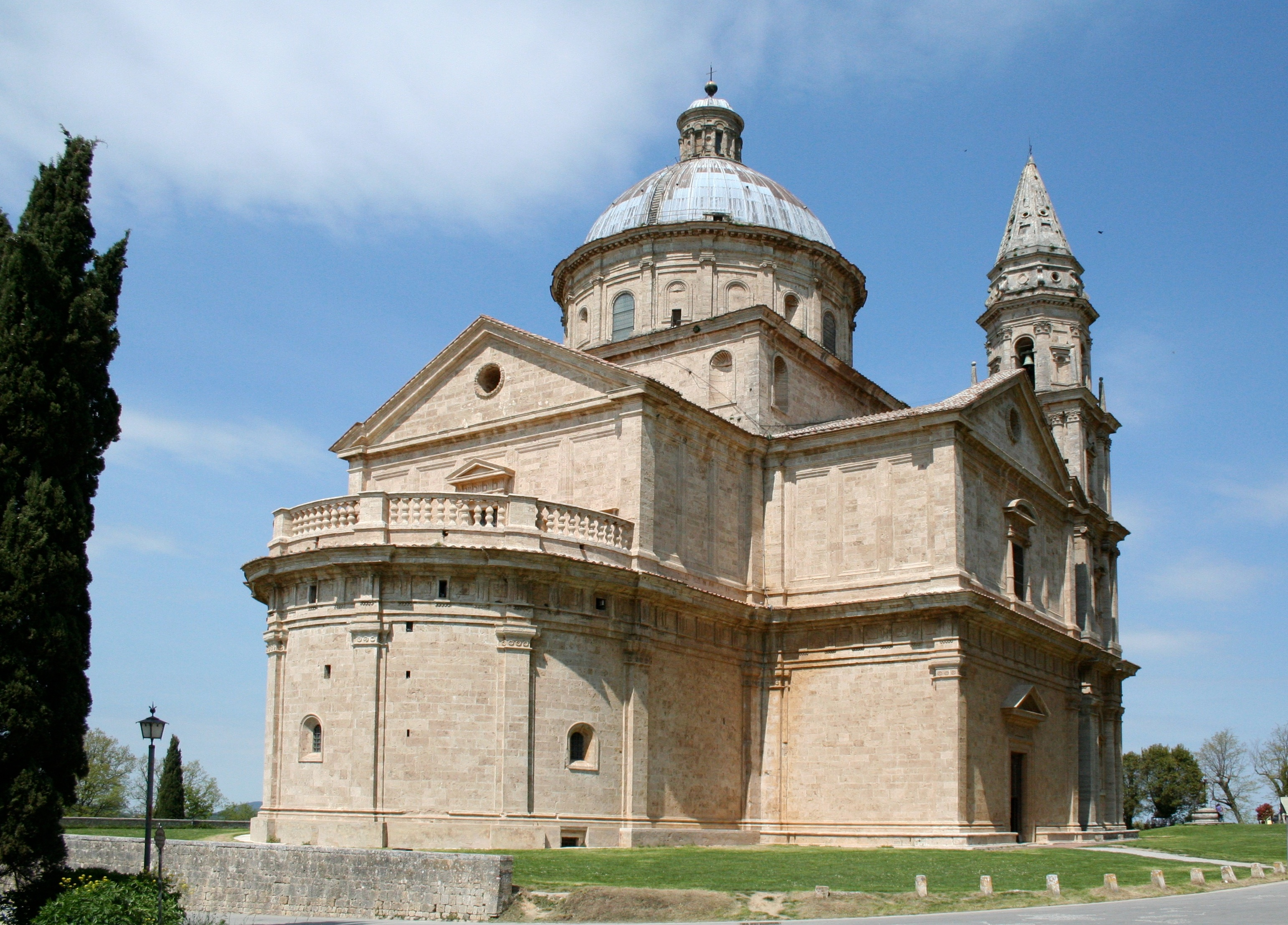
Vista de la iglesia

El edificio, compendio del arte renacentista, presenta una planta de cruz griega, común en los edificios de culto católico de la época. Fue construido por Antonio da Sangallo el Viejo, quien utilizó como referencia la basílica de Santa Maria delle Carceri en Prato, diseñada una generación antes por su hermano Giuliano da Sangallo. La misma planta, derivada de algunos trabajos de Filippo Brunelleschi, se aplicó al proyecto original de Bramante y Michelangelo Buonarroti para la basílica de San Pedro o la iglesia de Santa Maria della Consolazione de Todi, de origen incierto.
El edificio renacentista se construyó en el lugar donde existía una antigua iglesia de origen paleocristiano dedicada a Santa María y luego, después de la transferencia de los derechos de Plebani dentro de los muros del castillo, alrededor del año 1000, a San Blás. A principios del siglo XVI solo se conservaban algunos restos de la iglesia original: en una pared todavía había un fresco con la Virgen con el niño y San Francisco, obra realizada en Siena en el siglo XIV, a la que se atribuyeron eventos milagrosos en 1518. Los ecos de estos hechos llegaron mucho más de la zona de Valdichiana, en 1519, por ejemplo, la ciudad de Sansepolcro, en el valle Tiberina, decide sufragar parte de los gastos de las empresas y de la gente de la ciudad que peregrinan a la Virgen de San Blás, a la que otras muchas comunidades también envían regalos.
El pueblo de Montepulciano decidió erigir una nueva iglesia confiando la tarea a Antonio da Sangallo el Viejo, quien diseñó un imponente edificio de planta central. El ambicioso proyecto fue apoyado por el Papa León X, que había sido educado por Agnolo Poliziano, natural de la ciudad toscana.
La construcción del templo duró hasta 1545 y las obras fueron dirigidas, después de la muerte del arquitecto, por otros superintendentes. La institución que construyó la iglesia fue la Ópera de San Blás, hoy fusionada en la Fabbriceria delle Oplesiastiche Riunite de Montepulciano.

## Descripción

### Exterior

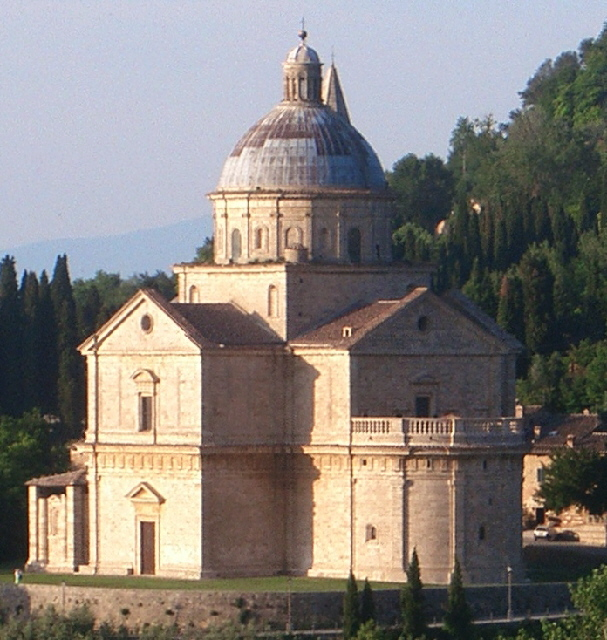
Fachada y Campanario

La fachada principal, cuyo esquema de composición se repite con alguna variante ornamental, en los dos laterales que constituyen las paredes terminales del crucero, está dividida en dos alturas con un marcado entablamento, desde el friso hasta los triglifos y metopas que atraviesan el perímetro del templo. En el nivel inferior hay un pórtico donde está grabado el año de fundación del templo, y en el superior, con una ventana en el centro, la superficie está amenizada por cinco espejos rectangulares. En el centro del segundo nivel, encontramos un gran frontón triangular que a su vez, en el centro, tiene un pequeño ojo de buey.
Además, la volumetría ponderada, cubierta de travertino, se articula mediante exploraciones eurítmicas, al igual que los numerosos elementos ornamentales (pilastras, semi-columnas, hornacinas, tímpanos, ménsulas, óculos) que dan vida a un verdadero catálogo de estética renacentista.
La fachada principal está flanqueada en el lado izquierdo por un campanario de varios niveles, lleno de elementos decorativos plásticos, que terminan en una cúspide piramidal. La torre tiene una característica peculiar, y es que está dividida en tres partes, cada una de las cuales está decorada con semi-columnas y pilares de diferentes órdenes arquitectónicos: desde el bajo, el toscano, el jónico y el corintio. El proyecto inicial consistía en la construcción de dos torres simétricas a ambos lados de la fachada principal, de las que solo se completó la del noreste (en 1564). La construcción de la torre noroccidental, en cambio, se detuvo cuando solo se había construido el basamento.

### Interior

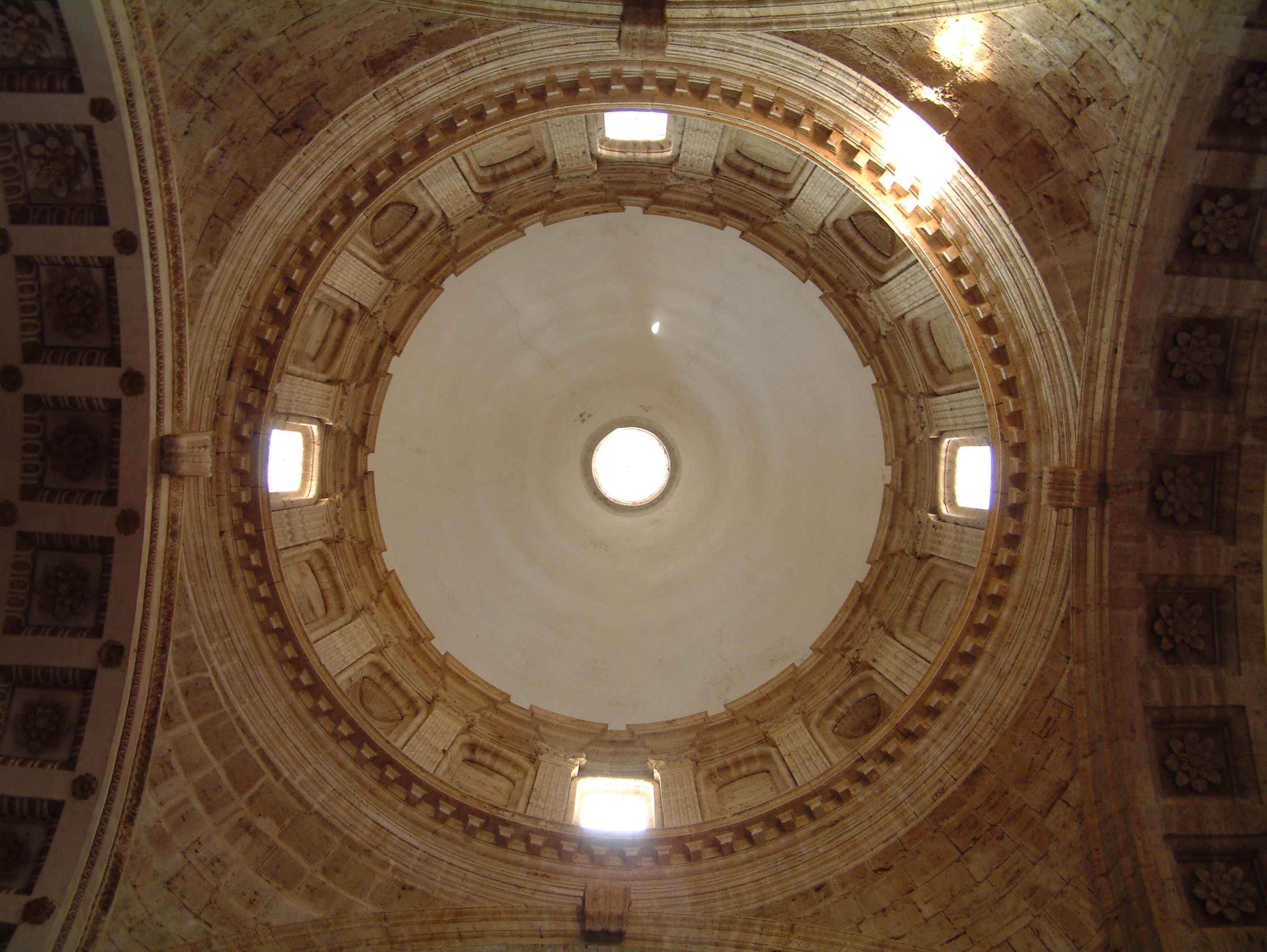
Interior de la cúpula

La iglesia de San Blás tiene una planta de cruz griega, con cuatro brazos rectangulares simétricos que salen del crucero, que está cubierto por una cúpula de 13 metros de diámetro que descansa sobre cuatro pechinas. Está cúpula se construyó entre 1536 y 1544, y tiene la particularidad de que existe una gran diferencia de altura entre el tambor exterior (desplazado mediante pilastras jónicas que se alternan con hornacinas y ventanas) y el interior (con una logia falsa formada por una serie de arcos redondos), lo que da como resultado una menor altura en comparación con la primera. El tejado consta de una doble cubierta con un espacio intermedio, estrecho por el centro y que termina en la parte superior con una linterna, adornada con ventanas.

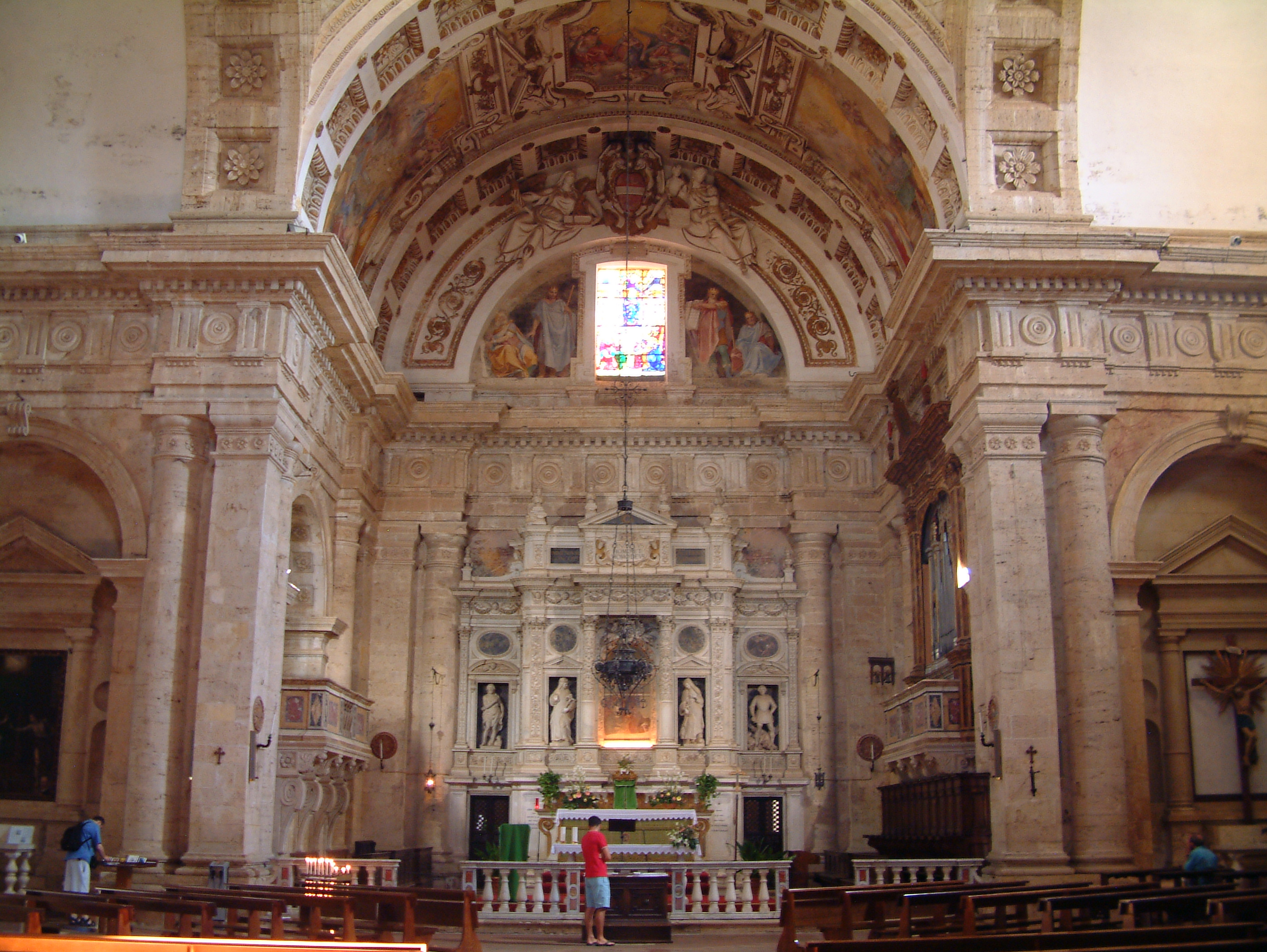
Altar Mayor

Cada uno de los cuatro brazos de la iglesia está cubierto con una bóveda de cañón parcialmente casetonada e iluminada por una ventana rectangular que se abre hacia la pared posterior. Además, en las paredes laterales de la nave y en el crucero, hay hornacinas con arcos de medio punto, dentro de los cuales hay altares de mármol.
Cerca del muro del ábside (el ábside semicircular, visible externamente, constituye la sacristía) se encuentra el altar mayor, caracterizado por el rico dosel de mármol, obra de Giannozzo y Lisandro di Pietro Albertini, quienes lo construyeron en 1584. En el centro, entre dos columnas corintias, se encuentra el famoso fresco del siglo XIV, considerado milagroso, que representa a la Virgen entronizada con el Niño, llamada la Madonna de San Biaggio (Virgen de San Blás). A los lados hay cuatro hornacinas, cada una de los cuales aloja una estatua de mármol de Ottaviano Lazzeri. Las esculturas, que datan de 1617, representan (de izquierda a derecha) San Juan Bautista, Santa Caterina de Siena, Santa Inés y San Jorge.

### Órgano
En el coro de la derecha del presbiterio, se encuentra el órgano, construido por Alamanno Contucci en 1781.
El instrumento, con una transmisión totalmente mecánica, se encuentra en una caja de madera con una fachada de madera pintada en mármol sintético y decorada con tallas; La exposición se compone de tuberías principales dispuestas en cúspides individuales en tres campos (en los laterales en dos niveles) alternando con organones muertos. La consola tiene ventanas y tiene un solo teclado con 47 notas con scavezza de primera octava (división Bajo / Soprano en Mi3 / Fa3) y pedalera scavezza un atril de 8 notas (el noveno pedal conduce el Tympanum con dos barriles abiertos de 4 '), con un registro de Contrabases 16' + 8 'siempre insertado y constantemente combinado con el manual. Los registros se operan mediante controles de desplazamiento lateral colocados en dos filas horizontales a la derecha del teclado, de acuerdo con el siguiente orden:
| Fila superior    |            |
| Mosetto          | 8' Soprano |
| Principal        | 8' Soprano |
| Flauta Travesera | 8'         |
| Flauto basso     | 4'         |

| Fila inferior              |                |
| Principal I                | 8'             |
| Principal II               | 8' Soprano     |
| Octava                     | 4'             |
| Quintadecima               | 2.2/3'         |
| Decimanona/Vigesimaseconda | 1.1/3'-1'      |
| Vigesimasesta/Vigesimanona | 2/3'-1/2'      |
| Corneta                    | 3' fila 2.2/3' |
| Tromba                     | 8' Bajo        |
| Voz humana                 | 8'             |
| Flauta en octava           | 4'             |